# أبو عثمان الأشنانداني
أبو عثمان سعيد بن هارون الأشناندي أو الأشنانداني (؟ - ~256هـ/870م) كاتب وشاعر ولغوي من العصر العباسي الأول.

## سيرته
ولِدَ سعيد بن هارون في مدينة البصرة، وتعود أصول عائلته إلى بغداد، وبالتحديد إلى بلدة أشنان المندثرة، وإليها يُنسَب. سكن سعيد بن هارون مدينة البصرة، وفيها تتلمذ لدى أبي محمد عبد الله التوزي، وأخذ عنه النحو واللغة. كان سعيد بن هارون مِمَّن يمزج بين منهج البصرة والكوفة في مذهبه النحوي، وهو يُعدُّ من أئمة النحو واللغة في عصره. وإلى جانب اهتمامه باللغة كانت له ميول إلى الشعر والنقد الأدبي، ومن أشهر مؤلفاته كتاب "معاني الشعر"، رواه تلميذه ابن دريد. تُوفِّي أبو عثمان الأشناندي في سنة 256هـ، وقيل أيضًا أنَّه توفِّي في سنة 288هـ.

## مؤلفاته
تُنسَب إليه المؤلفات التالية:
- «معاني الشعر» (مطبوع، رواه ابن دريد).
- «كتاب الأبيات».